# Thomas von Nathusius
Pour les articles homonymes, voir Nathusius.
 (octobre 2016).
Si vous disposez d'ouvrages ou d'articles de référence ou si vous connaissez des sites web de qualité traitant du thème abordé ici, merci de compléter l'article en donnant les références utiles à sa vérifiabilité et en les liant à la section « Notes et références ».
Thomas von Nathusius  (Althaldensleben, 1866 - Stettin, 1904) est un peintre animalier allemand.